# Garaeus conspicienda
Garaeus conspicienda är en fjärilsart som beskrevs av Louis Beethoven Prout. Garaeus conspicienda ingår i släktet Garaeus och familjen mätare. Inga underarter finns listade i Catalogue of Life.